# Роско (Міннесота)
Роско (англ. Roscoe) — місто (англ. city) в США, в окрузі Стернс штату Міннесота. Населення — 130 осіб (2020).

## Географія
Роско розташоване за координатами 45°25′57″ пн. ш. 94°38′12″ зх. д. / 45.43250° пн. ш. 94.63667° зх. д. (45.432466, -94.636537).  За даними Бюро перепису населення США в 2010 році місто мало площу 1,66 км², уся площа — суходіл.

## Демографія
Згідно з переписом 2010 року, у місті мешкали 102 особи в 48 домогосподарствах у складі 28 родин. Густота населення становила 62 особи/км².  Було 56 помешкань (34/км²).
Расовий склад населення:
| - 100,0 % — білих |

До двох чи більше рас належало 0,0 %. Частка іспаномовних становила 0,0 % від усіх жителів.
За віковим діапазоном населення розподілялося таким чином: 17,6 % — особи молодші 18 років, 65,7 % — особи у віці 18—64 років, 16,7 % — особи у віці 65 років та старші. Медіана віку мешканця становила 47,3 року. На 100 осіб жіночої статі у місті припадало 117,0 чоловіків;  на 100 жінок у віці від 18 років та старших — 110,0 чоловіків також старших 18 років.
Середній дохід на одне домашнє господарство  становив 62 248 доларів США (медіана — 70 469), а середній дохід на одну сім'ю — 68 652 долари (медіана — 65 417). За межею бідності перебувало 4,5 % осіб, у тому числі 0,0 % дітей у віці до 18 років та 15,0 % осіб у віці 65 років та старших.
Цивільне працевлаштоване населення становило 70 осіб. Основні галузі зайнятості: виробництво — 44,3 %, сільське господарство, лісництво, риболовля — 12,9 %, роздрібна торгівля — 8,6 %, освіта, охорона здоров'я та соціальна допомога — 8,6 %.